# Belfon Aboikoni
Belfon Aboikoni (circa 1940 - 24 juni 2014) was een Surinaams marronleider. Hij was van 2005 tot 2014 granman van de Saramaccaners (Samaaka).

## Biografie
Aboikoni werd rond 1940 geboren. In oktober 2005 volgde hij de twee jaar eerder overleden Songo Aboikoni op als granman van de Saramaccaners. Aboikoni was Nederland goedgezind en had in zijn residentie portretten van Nederlandse vorstinnen hangen.
Zijn benoeming tot granman was tot stand gebracht door de regering, wat tegen de traditie was van de Saramaccaanse gemeenschap. De benoeming leidde daarom tot onenigheid en ontaardde in maart 2006 in zijn ontvoering gedurende enkele dagen door eigen familieleden. Hierna bleef Aboikoni enige tijd in Paramaribo, ook toen de overstromingen van mei 2006 zijn woongebied troffen. Als reactie liet hij toen weten dat hij zijn volk het beste vanuit de hoofdstad kon verdedigen.
Tijdens zijn granmanschap vonniste het Inter-Amerikaans Hof voordelig in het proces over de grondenrechten van de Saramaccaners (2007). Later, zoals na zijn dood, werd hij geroemd voor de rol die hij had gehad in het Samaaka-vonnis. Het vonnis betekende voor Aboikoni vervolgens dat het grondenrechtenvraagstuk een belangrijke stempel zou gaan drukken op zijn regeerperiode. Hij maakte zich sindsdien sterk voor de uitvoering ervan door de regering. Andere doelen waarvoor hij ijverde, waren onder meer de elektrificatie van binnenlandse dorpen en voor een weg tussen de dorpen Pokigron naar Asidonhopo.
Aboikoni leed aan suikerziekte en werd tijdens zijn regeerperiode meerdere keren opgenomen in het ziekenhuis. In 2014 was hij al geruime tijd ziek, toen hij op 24 juni overleed. Aboikoni is 74 jaar oud geworden. Hij werd in 2018 opgevolgd door Albert Aboikoni.
Trio/Wayana (lijst) · 
Aluku (lijst) · 
Aukaners (lijst) · 
Kwinti (lijst) · 
Matawai (lijst) · 
Paramaccaners (lijst) · 
Saramaccaners (lijst)
politiek in Suriname · granman · kapitein · basja